# Louis Dubois

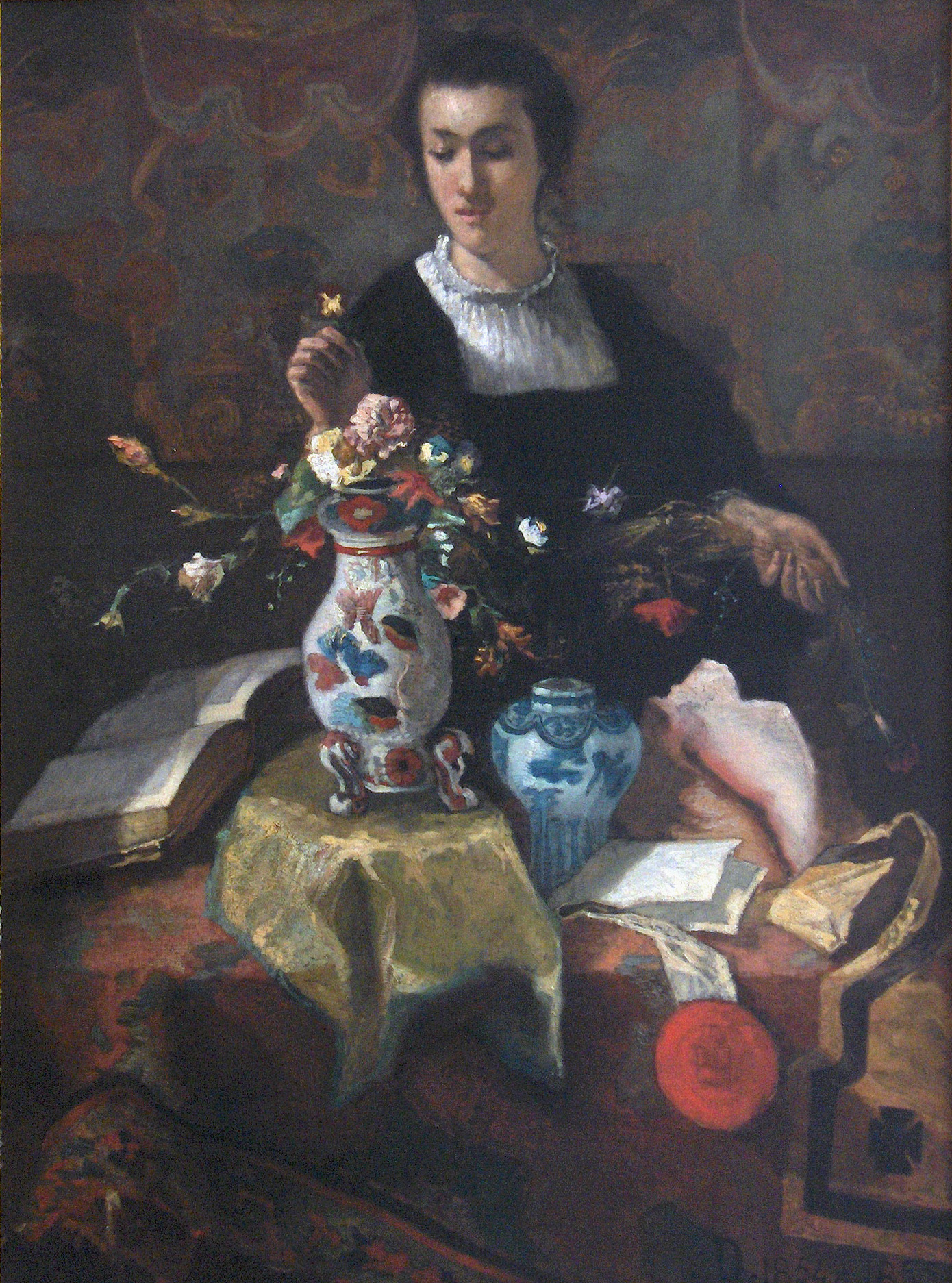
Louis Dubois: La femme au bouquet

Louis Dubois (* 13. Dezember 1830 in Schaerbeek; † 28. April 1880 ebenda) war ein belgischer Maler.

## Leben
Louis Dubois war ein Anhänger Courbets, ohne sein Schüler zu sein. Seine vielseitigen Arbeiten umfassen Porträts, Landschaften, Marinen, Genrebilder sowie Stillleben und schließen sich in der Leuchtkraft des Kolorits an Jacob Jordaens an.
1857 stellte er im Brüsseler Salon folgende Bilder aus:
- Der Redemptorist,
- Einen sich zum Messopfer vorbereitenden Priester.

1860 folgten
- Die Störche (1860, Museum zu Brüssel),
- Roulette,
- Der Chorknabe.

Der Brüsseler Salon von 1863 brachte
- Die Einsamkeit, eine große, realistisch behandelte Landschaft, deren Mittelpunkt ein totes Reh bildet.

Andere hervorragende Schöpfungen von Dubois sind:
- Die Billardspielerin,
- Die Schelde,
- Vlämisches Interieur,
- Die Mühle,
- Herbst in den Ardennen,
- Kraniche und Enten,
- Sonnenuntergang,
- Sonnenaufgang auf einem Sumpf,
- Die Maas bei Dordrecht etc.

Er starb am 28. April 1880 in Brüssel.
Dieser Artikel basiert auf einem gemeinfreien Text aus Meyers Konversations-Lexikon, 4. Auflage von 1888 bis 1890.
| Personendaten    | Personendaten     |
| ---------------- | ----------------- |
| NAME             | Dubois, Louis     |
| KURZBESCHREIBUNG | belgischer Maler  |
| GEBURTSDATUM     | 13. Dezember 1830 |
| GEBURTSORT       | Schaerbeek        |
| STERBEDATUM      | 28. April 1880    |
| STERBEORT        | Schaerbeek        |